# جیمز مارسیا
جیمز مارسیا (به انگلیسی: James Marcia) (متولد ۱۰ فوریه ۱۹۳۷) روان‌شناس بالینی و تحولی کانادایی است.

## پراکندگی هویت
پراکندگی (تشتت) هویت (به انگلیسی: identity diffusion) اصطلاحی می‌باشد که جیمز مارسیا روان‌شناس کانادایی، ان را مترادف با سردرگمی در هویت‌یابی اریکسون به کار می‌برد. برخی اشخاصی که در این طبقه جای می‌گیرند، بحران هویت داشته‌اند و برخی دیگر بحران هویت نداشته‌اند. در هر دوحالت، آن‌ها هنوز خودپندارهٔ منسجمی ندارند. آن‌ها می‌گویند که «شاید بد نباشد» حقوق بخوانند یا به کار آزاد مشغول شوند؛ اما در این راستا هیچ قدمی برنمی‌دارند. آن‌ها می‌گویند به ایدئولوژی یا سیاست هیچ علاقه‌ای ندارند. برخی از آنان همه چیز را مسخره می‌کنند، و برخی دیگر، از مسائل درکی سطحی دارند. البته برخی از آن‌ها هنوز به سن تکوین هویت نوجوانی نرسیده‌اند. نوجوانانی که پراکندگی هویت را تجربه می‌کنند نه یک بحران دارند و نه تعهد و التزام به یک هویت اتی.